# Friedrich Engelhorn
Friedrich Engelhorn (Mannheim, 17 luglio 1821 – Mannheim, 11 marzo 1902) è stato un imprenditore tedesco e fondatore della BASF a Ludwigshafen am Rhein.

## Biografia
Friedrich Engelhorn è il quarto figlio di un mastro birraio e proprietario di un pub e di sua moglie Christine nata Schäffer. All'età di nove anni iniziò a frequentare il liceo locale, ma lasciò la scuola quattro anni dopo e intraprese un apprendistato di tre anni per diventare orafo. Nel 1847, dopo aver completato il tradizionale Gesellenwanderung, che lo portò a Magonza, Francoforte, Monaco di Baviera, Vienna, Ginevra, Lione e Parigi, Engelhorn aprì un laboratorio di oreficeria nella sua città natale.
Nel giugno del 1847 Friedrich Engelhorn sposò Marie Brüstling, figlia di un ricco birraio di Mannheim. Dal matrimonio nacquero dodici figli, 4 maschi ed 8 femmine. Il figlio maggiore, Fritz, morì durante l'infanzia.
A causa degli sconvolgimenti economici derivanti dalla rivoluzione del 1848, la sua attività di orafo iniziò a deteriorarsi il che lo portò nell'estate del 1848 a fondare a Mannheim, con i suoi due soci, una fabbrica di gas privata che produceva e vendeva gas in bombole utilizzato per l'illuminazione di pub e officine. Grazie alla sua esperienza nella produzione di gas, nel 1851 Engelhorn fu incaricato della costruzione di una nuova fabbrica di gas pubblica a Mannheim; successivamente ne divenne il direttore dopo l'entrata in funzione dei lavori nel dicembre dello stesso anno.

## Fondatore e direttore della BASF

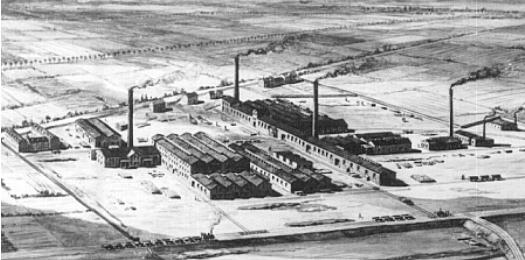
Impianto BASF a Ludwigshafen nel 1866

Nel 1856 William Henry Perkin scoprì un processo per produrre il primo colorante organico sintetico commerciale a partire dall'anilina nel distillato di catrame di carbone. Engelhorn si rese presto conto che l'applicazione della scoperta di Perkin alle grandi quantità di catrame di carbone (derivanti dalla produzione di gas per illuminazione dal carbone) avrebbe offerto un'opportunità commerciale; di conseguenza, fondò una piccola fabbrica di anilina e coloranti non lontano dalla centrale del gas di Mannheim. Nel 1861, la fabbrica iniziò a produrre fucsina.
Quattro anni dopo Engelhorn volle ampliare il suo impegno nell'industria chimica e, il 6 aprile 1865, fondò con diversi soci la "Badische Anilin- & Soda-Fabrik" (BASF). Tuttavia, gli imprenditori ebbero difficoltà a trovare una sede per la loro nuova azienda. Inizialmente volevano acquistare un terreno a Mannheim, ma la loro offerta fallì a causa del consiglio comunale che non era disposto a vendere il terreno per la nuova fabbrica. Il giorno dopo questa decisione, Engelhorn, che era diventato direttore commerciale della società, si recò nella vicina Ludwigshafen dove acquistò un terreno lì.
La nuova impresa ebbe un grande successo e divenne presto un'importante azienda chimica. Due anni dopo la sua fondazione BASF impiegava già più di 300 dipendenti. Ci vollero solo pochi anni prima che venissero mossi i primi passi verso la trasformazione in una multinazionale. Nel 1873 fu aperto un ufficio vendite a New York. Tre anni dopo fu inaugurato un sito produttivo a Butyrki, vicino a Mosca, e nel 1878 fu rilevata una fabbrica francese a Neuville-sur-Saône.
Fin dall'inizio, BASF si dedicò alla ricerca chimica. Nel 1868, su incarico di Friedrich Engelhorn, l'azienda nominò il chimico Heinrich Caro come primo direttore del laboratorio. In collaborazione con il professor Carl Graebe e Carl Liebermann dell'Università di Berlino, fu scoperto il primo colorante sintetico, l'alizarina. Infine, nel 1869, questa scoperta rivoluzionaria fu brevettata in Prussia, Francia e Inghilterra.

### Anni successivi

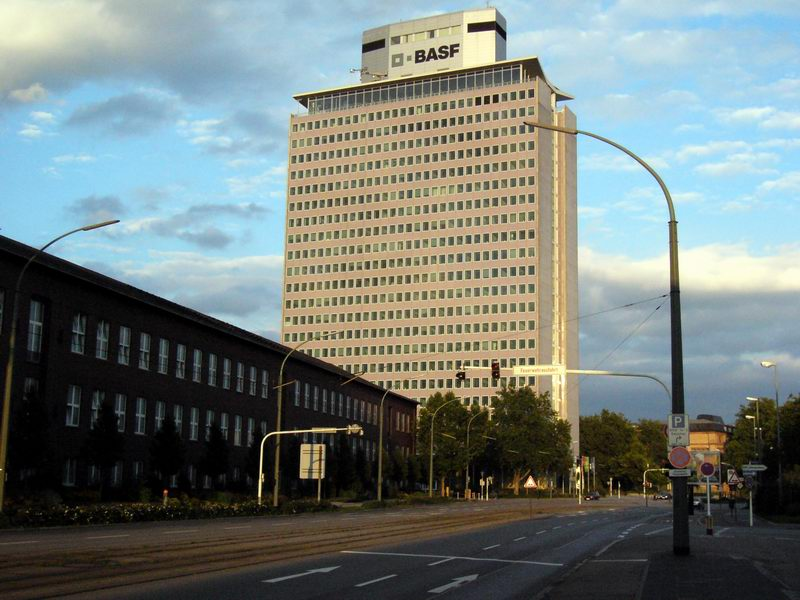
Edificio "Friedrich Engelhorn"

Dopo litigi con i soci, nel 1884 Engelhorn passò dalla direzione al consiglio di sorveglianza della BASF e lasciò l'azienda un anno dopo. Nel 1883 aveva già acquistato l'azienda farmaceutica Boehringer und Söhne a Mannheim. Nello stesso anno il figlio maggiore divenne direttore di questa fabbrica.
Engelhorn fu membro dei consigli di sorveglianza anche di altre aziende, come la Deutsche Zelluloidfabrik (fabbrica tedesca di celluloide) di Eilenburg, in Sassonia.

## Riconoscimenti
Nel 1957 il nuovo reparto commerciale della BASF, un grattacielo di 101 metri, punto di riferimento del sito di Ludwigshafen, prese il suo nome.